# Războaiele Ute
Războaiele Ute au fost o serie de conflicte militare între triburile Ute și Statele Unite desfășurate între 1849 și 1923.

## Conflicte
- Războiul Jicarilla (1849-1855)
- Bătălia de la Fortul Utah (1850)
- Războiul Walker (1853-1854)
- Războiul Tintic (1856)
- Războiul Black Hawk (1865-1872)
- Războiul de pe Râul Alb (1879)
- Masacrul de la Pinhook (1 iunie 1881) - inițiat de omuciderea unor fermieri și furtul unor cai în Colorado de către niște indieni Ute renegați. Când triburile Ute au intrat pe teritoriul sud-estic al statului Utah, o luptă între indieni și o grupare de fermieri și cowboy a fost declanșată. În urma acestor acțiuni, 13 cowboy au fost uciși.[3]
- Războiul Ute (1887)
- Războiul Bluff (1914-1915)
- Încăierarea Bluff (1921)
- Războiul Posey (1923)